# Jaz walcowy

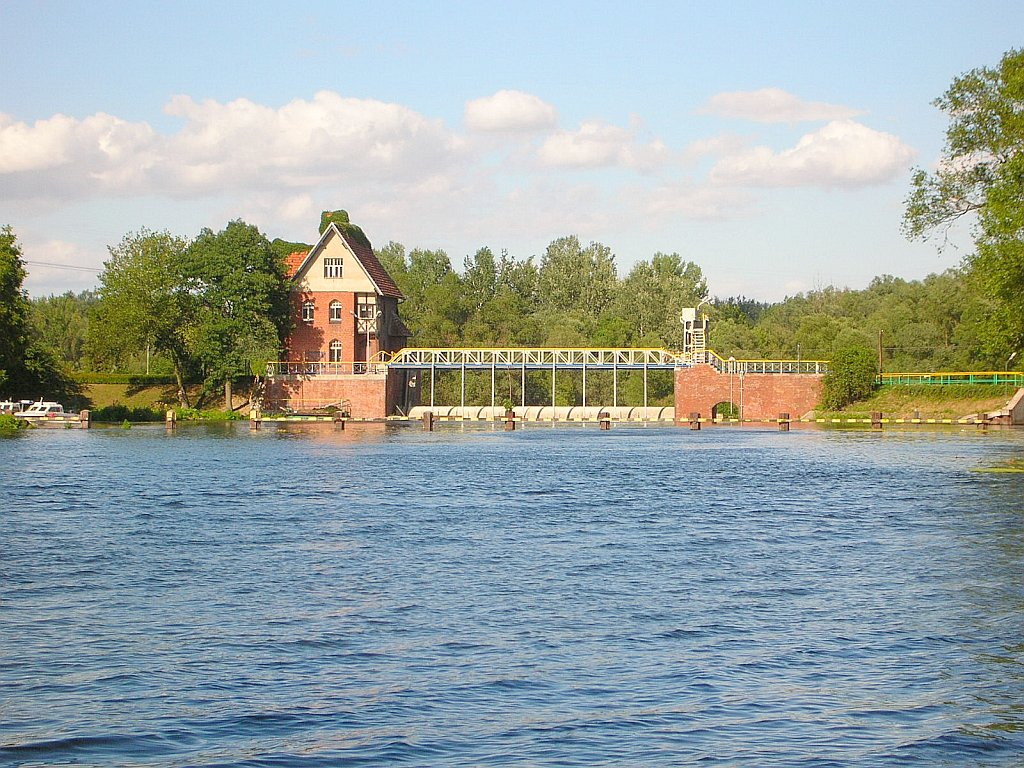
Jaz walcowy Czersko Polskie w Bydgoszczy

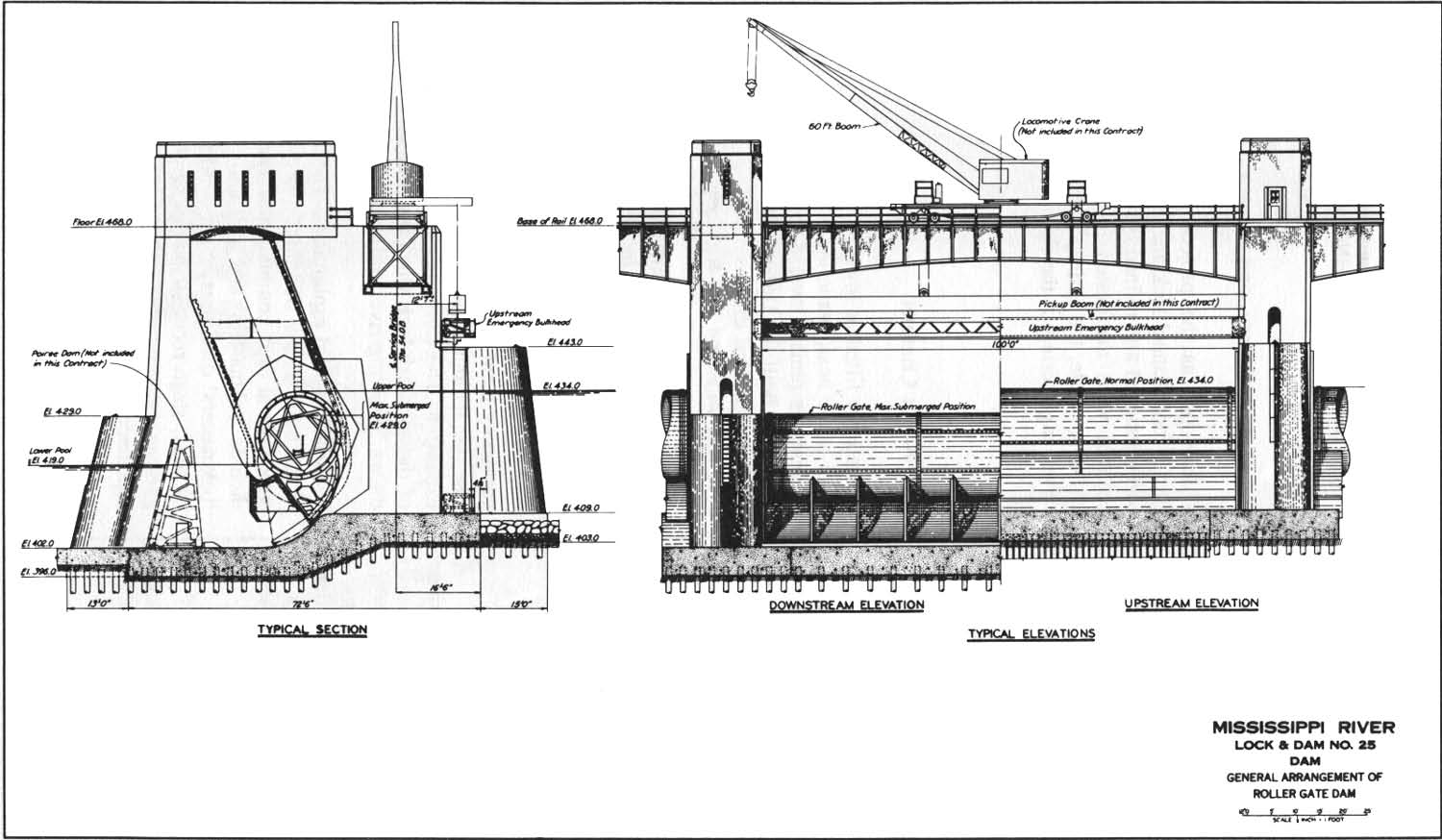
Jaz walcowy (Mississippi, 1937)

Jaz walcowy – urządzenie hydrotechniczne służące piętrzeniu wody na rzekach, kanałach. Stopień piętrzenia jest większy niż w przypadku jazów iglicowych. 
W Polsce jazy walcowe są rzadkością. Do najstarszych, zachowanych w oryginalnej postaci należy jaz Bolko na rzece Baryczy oraz jaz Czersko Polskie w rejonie ujścia Brdy do Wisły w Bydgoszczy. Jaz wybudowany w latach 1904–1906 jest czynny do dziś. Młodsze znajdują się na stopniach wodnych Kanału Mazurskiego – w pobliżu wsi Przystań u początku Kanału Mazurskiego przy jez. Mamry i wciąż czynny, ręcznie obsługiwany jaz walcowy Piaski, na kanale między jeziorem Rydzówka a śluzą Piaski.
W Niemczech można podziwiać duże jazy walcowe na Menie między Griesheim i Goldstein w pobliżu Frankfurtu nad Menem (Stopień Wodny Griesheim) oraz na Neckarze w Heidelbergu (Staustufe Neckargemünd). Mniejsze jazy walcowe znajdują się w Haltern am See w pobliżu Dortmundu i w Chemnitz.

## Historia
Konstrukcję pierwszego jazu walcowego zaprojektował niemiecki inżynier Max Carstanjen (1856–1934) dla stopnia wodnego w Schweinfurcie, oddanego do użytku w 1903 roku.

## Konstrukcja
Przelew jazu walcowego zamykany jest stalowym walcem zakończonym wieńcami zębatymi. Walec podczas podnoszenia wtacza się do góry po pochyłych torach za pomocą jednostronnego łańcucha napędowego, związanego z mechanizmem napędowym.

## Zalety
Jaz walcowy jest znacznie łatwiejszy w obsłudze od jazu iglicowego i posiada więcej możliwości. Może wytrzymać wyższe ciśnienie wody, a tym samym może występować przy stopniach wodnych o wyższym piętrzeniu.